# Монкла (Каталонія)
Монкла́ (кат. Montclar, вимова літературною каталанською [mon'kła]) - муніципалітет, розташований в Автономній області Каталонія, в Іспанії. Код муніципалітету за номенклатурою Інституту статистики Каталонії - 81304. Знаходиться у районі (кумарці) Барґаза (коди району - 14 та BD) провінції Барселона, згідно з новою адміністративною реформою перебуватиме у складі Баґарії (округи) Центральна Каталонія. 

## Назва муніципалітету
Назва муніципалітету походить від лат. monte clara - "світла гора".

## Населення
Населення міста (у 2007 р.) становить 119 осіб (з них менше 14 років - 19,3%, від 15 до 64 - 55,5%, понад 65 років - 25,2%). У 2006 р. народжуваність склала 4 особи, смертність - 1 особа, зареєстровано 2 шлюби. У 2001 р. активне населення становило 47 осіб, з них безробітних - 7 осіб.

Серед осіб, які проживали на території міста у 2001 р., 116 народилися в Каталонії (з них 90 осіб у тому самому районі, або кумарці), 1 особа приїхала з інших областей Іспанії, а 0 осіб приїхало з-за кордону. 

Вищу освіту має 2,9% усього населення. 

У 2001 р. нараховувалося 32 домогосподарства (з них 15,6% складалися з однієї особи, 21,9% з двох осіб,9,4% з 3 осіб, 21,9% з 4 осіб, 9,4% з 5 осіб, 18,8% з 6 осіб, 0% з 7 осіб, 0% з 8 осіб і 3,1% з 9 і більше осіб).

Активне населення міста у 2001 р. працювало у таких сферах діяльності : у сільському господарстві - 62,5%, у промисловості - 10%, на будівництві - 2,5% і у сфері обслуговування - 25%. 

 У муніципалітеті або у власному районі (кумарці) працює 53 особи, поза районом - 12 осіб.

### Безробіття
У 2007 р. нараховувався 1 безробітний (жінка, у 2006 р. - 0 безробітних).

## Економіка

### Підприємства міста

#### Роздрібна торгівля
| \| Підприємства роздрібної торгівлі міста, за сферою діяльності \| Підприємства роздрібної торгівлі міста, за сферою діяльності \| Підприємства роздрібної торгівлі міста, за сферою діяльності \| \| Рік \| 2002 р. \| 2001 р. \| \| ------------------------------------------------------------ \| ------------------------------------------------------------ \| ------------------------------------------------------------ \| \| Продукти харчування \| 75% \| 66,7% \| \| Одяг та взуття \| 0% \| 0% \| \| Товари для дому \| 0% \| 16,7% \| \| Книги та періодичні видання \| 0% \| 0% \| \| Промислова хімічна продукція \| 0% \| 0% \| \| Продукція, пов'язана з транспортними засобами \| 0% \| 0% \| \| Інше \| 25% \| 16,7% \| \| Усього підприємств \| 4 \| 6 \| |         |         |
| Підприємства роздрібної торгівлі міста, за сферою діяльності |         |         |
| Рік | 2002 р. | 2001 р. |
| Продукти харчування | 75%     | 66,7%   |
| Одяг та взуття | 0%      | 0%      |
| Товари для дому | 0%      | 16,7%   |
| Книги та періодичні видання | 0%      | 0%      |
| Промислова хімічна продукція | 0%      | 0%      |
| Продукція, пов'язана з транспортними засобами | 0%      | 0%      |
| Інше | 25%     | 16,7%   |
| Усього підприємств | 4       | 6       |

#### Сфера послуг
| \| Підприємства міста, що працюють у сфері послуг, за діяльністю \| Підприємства міста, що працюють у сфері послуг, за діяльністю \| Підприємства міста, що працюють у сфері послуг, за діяльністю \| \| Рік \| 2002 р. \| 2001 р. \| \| ------------------------------------------------------------- \| ------------------------------------------------------------- \| ------------------------------------------------------------- \| \| Гуртова торгівля \| 8,3% \| 11,1% \| \| Готелі та готельний бізнес \| 83,3% \| 88,9% \| \| Транспорт та зв'язок \| 0% \| 0% \| \| Посередницькі фінансові послуги \| 0% \| 0% \| \| Послуги підприємствам \| 8,3% \| 0% \| \| Послуги фізичним особам \| 0% \| 0% \| \| Нерухомість та ін. \| 0% \| 0% \| \| Усього підприємств \| 12 \| 9 \| |         |         |
| Підприємства міста, що працюють у сфері послуг, за діяльністю |         |         |
| Рік | 2002 р. | 2001 р. |
| Гуртова торгівля | 8,3%    | 11,1%   |
| Готелі та готельний бізнес | 83,3%   | 88,9%   |
| Транспорт та зв'язок | 0%      | 0%      |
| Посередницькі фінансові послуги | 0%      | 0%      |
| Послуги підприємствам | 8,3%    | 0%      |
| Послуги фізичним особам | 0%      | 0%      |
| Нерухомість та ін. | 0%      | 0%      |
| Усього підприємств | 12      | 9       |

## Житловий фонд
У 2001 р. 3,1% усіх родин (домогосподарств) мали житло метражем до 59 м2, 9,4% - від 60 до 89 м2, 46,9% - від 90 до 119 м2 і
40,6% - понад 120 м2.

З усіх будівель у 2001 р. 58,8% було одноповерховими, 41,2% - двоповерховими, 0
% - триповерховими, 0% - чотириповерховими, 0% - п'ятиповерховими, 0% - шестиповерховими,
0% - семиповерховими, 0% - з вісьмома та більше поверхами.

## Автопарк
| \| Автомобілі, зареєстровані у місті, за призначенням \| Автомобілі, зареєстровані у місті, за призначенням \| Автомобілі, зареєстровані у місті, за призначенням \| \| Рік \| 2006 р. \| 2005 р. \| \| -------------------------------------------------- \| -------------------------------------------------- \| -------------------------------------------------- \| \| Приватні автомобілі \| 56,1% \| 55,5% \| \| Мотоцикли \| 10,6% \| 10,1% \| \| Вантажівки \| 26% \| 27,7% \| \| Трактори \| 0% \| 0% \| \| Автобуси та ін. \| 7,3% \| 6,7% \| \| Усього автомобілів \| 123 шт. \| 119 шт. \| |         |         |
| Автомобілі, зареєстровані у місті, за призначенням |         |         |
| Рік | 2006 р. | 2005 р. |
| Приватні автомобілі | 56,1%   | 55,5%   |
| Мотоцикли | 10,6%   | 10,1%   |
| Вантажівки | 26%     | 27,7%   |
| Трактори | 0%      | 0%      |
| Автобуси та ін. | 7,3%    | 6,7%    |
| Усього автомобілів | 123 шт. | 119 шт. |

## Вживання каталанської мови
У 2001 р. каталанську мову у місті розуміли 100% усього населення (у 1996 р. - 100%), вміли говорити нею 95,6% (у 1996 р. - 
100%), вміли читати 92,9% (у 1996 р. - 84,1%), вміли писати 89,4
% (у 1996 р. - 58,7%). Не розуміли каталанської мови 0%.

## Політичні уподобання
У виборах до Парламенту Каталонії у 2006 р. взяло участь 62 особи (у 2003 р. - 71 особа). Голоси за політичні сили розподілилися таким чином:
| \| Вибори до Парламенту Каталонії \| Вибори до Парламенту Каталонії \| Вибори до Парламенту Каталонії \| \| Рік \| 2006 р. \| 2003 р. \| \| -------------------------------------- \| ------------------------------ \| ------------------------------ \| \| Конвергенція та Єднання (CiU) \| 64,5% \| 67,6% \| \| Соціалістична партія Каталонії (PSC) \| 8,1% \| 11,3% \| \| Народна партія (PP) \| 3,2% \| 0% \| \| Ініціатива за зелену Каталонію (IC) \| 4,8% \| 2,8% \| \| Республіканська лівиця Каталонії (ERC) \| 19,4% \| 18,3% \| \| Громадянська партія (C's) \| 0% \| 0% \| \| Інші \| 0% \| 0% \| |         |         |
| Вибори до Парламенту Каталонії |         |         |
| Рік | 2006 р. | 2003 р. |
| Конвергенція та Єднання (CiU) | 64,5%   | 67,6%   |
| Соціалістична партія Каталонії (PSC) | 8,1%    | 11,3%   |
| Народна партія (PP) | 3,2%    | 0%      |
| Ініціатива за зелену Каталонію (IC) | 4,8%    | 2,8%    |
| Республіканська лівиця Каталонії (ERC) | 19,4%   | 18,3%   |
| Громадянська партія (C's) | 0%      | 0%      |
| Інші | 0%      | 0%      |